# Ghatsblomsterpickare
Ghatsblomsterpickare (Dicaeum concolor) är en fågel i familjen blomsterpickare inom ordningen tättingar.

## Utseende
Ghatsblomsterpickaren är en liten (7,5–8 cm) och färglös blomsterpickare med relativt stor och kraftig, mörk näbb. Den är lik närbesläktade arten enfärgad blomsterpickare (D. minullum, tidigare behandlad som underart), men skiljer sig genom sin kraftigare näbb, grått med grön anstrykning istället för olivgrön på ovansidan och enfärgat grå hjässa, ej grå med svart fjällning. Ghatsblomsterpickaren är också ljusare i ansiktet, ej bara på tygeln. Från liknande bleknäbbad blomsterpickare skiljer den sig genom mörk näbb, mörkare ovansida och ljusare gråvit undersida.

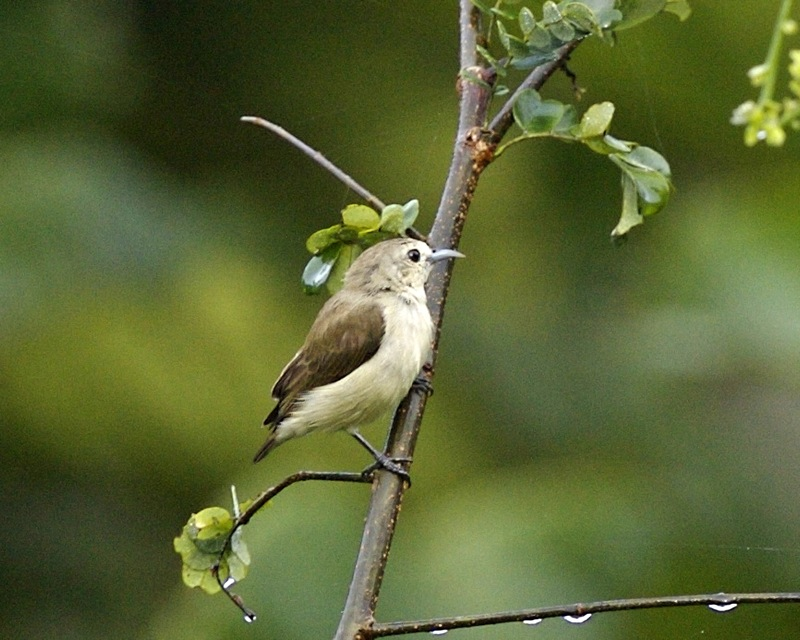

## Utbredning och systematik
Fågeln förekommer i Västra Ghats och kusten i sydvästra Indien. Tidigare inkluderades även D. minullum och D. virescens i concolor, då med det svenska trivialnamnet enfärgad blomsterpickare. Det har nu flyttats över till D. minullum. Vissa betraktar dem dock alla tre fortfarande som en och samma art, alternativt att virescens inkluderas i minullum

## Status och hot
Arten har ett stort utbredningsområde, men tros minska i antal, dock inte tillräckligt kraftigt för att den ska betraktas som hotad. Internationella naturvårdsunionen IUCN listar arten som livskraftig (LC).